# Richmond (Vermont)
Richmond es un pueblo ubicado en el condado de Chittenden en el estado estadounidense de Vermont. En el año 2010 tenía una población de 4.081 habitantes y una densidad poblacional de 48,76 personas por km².

## Geografía
Richmond se encuentra ubicado en las coordenadas 44°24′17″N 72°59′25″O / 44.40472, -72.99028.

## Demografía
Según la Oficina del Censo en 2000 los ingresos medios por hogar en la localidad eran de $57,750 y los ingresos medios por familia eran $66,875. Los hombres tenían unos ingresos medios de $36,161 frente a los $30,019 para las mujeres. La renta per cápita para la localidad era de $25,692. Alrededor del 5.1% de la población estaban por debajo del umbral de pobreza.